# Francesco Magnanelli
Francesco Magnanelli (Umbertide, 12 november 1984) is een Italiaans voetballer die doorgaans als verdedigende middenvelder speelt. Sinds 2005 komt hij uit voor US Sassuolo waar hij aanvoerder is en houder van het clubrecord qua aantal gespeelde wedstrijden.

## Loopbaan
Magnanelli begon bij Gubbio waar hij in 2000 op zestienjarige leeftijd debuteerde in de Serie C2. Bij Chievo Verona en ACF Fiorentina kwam het vervolgens niet tot een doorbraak. In het seizoen 2004/05 speelde hij weer enkele wedstrijden voor Sangiovannese in de Serie C1. In 2005 ging Magnanelli naar US Sassuolo. Hij maakte de opmars van de club vanaf de Serie C2 naar de Serie A mee en werd aanvoerder.